# Bone (Amanuban Tengah)
Bone is een bestuurslaag in het regentschap Timor Tengah Selatan van de provincie Oost-Nusa Tenggara, Indonesië. Bone telt 882 inwoners (volkstelling 2010).